# MacWWW
MacWWW, zwana również Samba – pierwsza przeglądarka internetowa dla komputerów Macintosh, rozwijana od 1990 roku przez Roberta Cailliau z CERN, a dokończona ostatecznie przez Nicole Pellow pod koniec 1992 roku. Posiada wiele ograniczeń: nie potrafi ona wyświetlać grafiki ani ładować plików HTML z twardego dysku. Wymaga również, aby przed uruchomieniem otworzyć połączenie do Internetu. Jej ostatnia wersja to 1.0.3. Działa na Macach 68000 z System 6.0.5.